# Polypedilum subconfluens
Polypedilum subconfluens är en tvåvingeart som först beskrevs av Jean-Jacques Kieffer 1922.  Polypedilum subconfluens ingår i släktet Polypedilum och familjen fjädermyggor.
Artens utbredningsområde är Nigeria. Inga underarter finns listade i Catalogue of Life.